# Fransk hør
Fransk hør (Linum narbonense) er en flerårig, urteagtig plante med lyseblå blomster i åbne, endestillede stande. På grund af blomsterne og plantens evne til at tåle en vis tørke bruges den af og til i haverne. Den bliver i øvrigt ofte forvekslet med Flerårig Hør.

## Beskrivelse
Fransk hør er en staude med opret til overhængende væskt og meget tynde, hårløse og lidt træagtige stængler. Bladene sidder spredt, og de er smalt lancetformede med lang spids og hel rand. Begge bladsider er grågrønne. Blomstringen foregår i juni-juli, hvor man finder blomsterne samlet i åbne, endestillede stande. De enkelte blomster er regelmæssige, 5-tallige og klokkeformede med lyseblå til stærkt blå kronblade. Frugterne er kuglerunde kapsler med mange, glatte frø.
Rodsystemet er kraftigt med en dybtgående pælerod og et næsten filtagtigt netværk af siderødder.
Højde x bredde og årlig tilvækst: 0,50 x 0,25 m (50 x 25 cm/år).

## Hjemsted
Fransk hør hørere naturligt hjemme i landene langs den vestlige del af Middelhavet. Planten er knyttet til lysåbne eller svagt skyggede voksesteder med veldrænet, gruset og kalkholdig jord. Derfor findes den i garrigue og maki, gerne i nærheden af de få vandløb. 
I ca. 1.000 m højde og på tørre og sollyse skråninger nær Lerida og floden Segre i Catalonien vokser arten sammen med bl.a. Achillea odorata (en art af røllike), alm. tidselkugle, bermudagræs, Delphinium verdunense (en art af ridderspore), Dianthus pyrenaicus (en endemisk nellike-art), enblomstret fladbælg, engstorkenæb, Galium maritimum (en art af snerre), havetimian, håret flitteraks, Lavandula pyrenaica (en art af Lavendel), Plantago sempervirens (en art af vejbred), Teucrium aragonensis (en art af kortlæbe), vintersar og østrigsk hør
| Portal | Portal:Botanik |

## Note
1. ↑  Pedro Montserrat og L. Villar: The vegetation and endemic flora of the Spanish Pyrenees Arkiveret 9. oktober 2015 hos  Wayback Machine – et arbejdspapir til en botanisk ekskursion i Pyrenæerne (engelsk)